# Secretaire

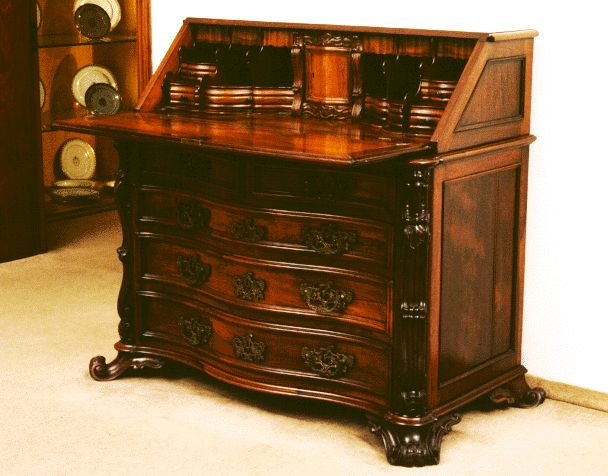
Antieke secretaire

Een secretaire is een meubelstuk dat doorgaans bestaat uit een bureau waarvan het bureaublad kan worden ingeschoven of ingeklapt, met daarboven kastjes voor het opbergen van spullen en eronder meerdere opberglades. Een secretaire bestaat vaak uit een geheel, en is niet gemaakt om weer uit elkaar gehaald te worden na montage.
Bij veel antieke secretaires wordt het bureaublad als het is uitgeklapt gesteund door twee houten balkjes, die ook ingeschoven kunnen worden. Wanneer het bureaublad is ingeschoven of ingeklapt lijkt het geheel op een soort kast.
De secretaire dankt zijn naam, naast het feit dat er vroeger vooral door secretarissen gebruik van werd gemaakt, mede aan de geheime laden en compartimementen (secretaris is letterlijk de "geheimschrijver", de vertrouwde raadsman). Secretaires zijn vandaag de dag niet veel meer in gebruik.
Een secretaireorgel is een huisorgel of kabinetorgel in de vorm van een secretaire.